# Xã Wellington, Quận Minnehaha, Nam Dakota
Xã Wellington (tiếng Anh: Wellington Township) là một xã thuộc quận Minnehaha, tiểu bang Nam Dakota, Hoa Kỳ. Năm 2010, dân số của xã này là 277 người.